# أوبتا سبورت
أوبتا سبورت (بالإنجليزية: Opta Sports)‏ هي شركة بريطانية متخصصة في جمع ونشر الإحصائيات الرياضية. يقر مقرها في لندن، ولها فرع في ليدز ومدن أوروبية أخرى.
تُوفر أوبتا بيانات عن 30 رياضة في 70 دولة، مع عملاء يتراوحون من بطولات الدوري إلى المذيعين ومواقع المراهنات. تأسست الشركة في عام 1996، واستحوذت عليها مجموعة (Perform) في عام 2013. ثم في عام 2019، استحوذت عليها (Vista Equity Partners) و(STATS LLC).

## التاريخ
تأسست (Opta Index Limited) في عام 1996 لتحليل مباريات الدوري الإنجليزي الممتاز، وتعاقدت مع سكاي سبورت للبث التلفزيوني لموسم 1996-1997. في الموسم التالي، أصبحت أوبتا المزود الرسمي للإحصائيات للدوري نفسه وأصبحت برعاية كارلينج. في يونيو 1999، تم الاستحواذ على أوبتا عن طريق خدمة المراهنات عبر الإنترنت مجموعة الإنترنت الرياضية مقابل 3.9 مليون جنيه إسترليني. استحوذت سكاي يو كي على مجموعة الإنترنت الرياضية في عام 2000 وباعت أوبتا لشركة (Sportingstatz Limited)، وهي خدمة بيانات شارك في تأسيسها إيدان كوني.
أطلقت أوبتا عملية جمع البيانات الحالية في الوقت الفعلي لمباريات كرة القدم في عام 2006، مما أدى إلى التوسع في عروض البيانات الجديدة عبر الرياضات المختلفة. في عام 2011، دخلت الشركة السوق الأمريكية عندما فتحت مكتبًا في نيويورك ودخلت في شراكة مع الدوري الأمريكي لكرة القدم.
سنة 2012، دخلت «صلة الرياضية» (ومقرها في جدة) شراكة مع «أوبتا» لاستخدام بياناتها، وتحديدا المتعلقة بالبطولات الكروية.
تم بيع الشركة إلى مجموعة (Perform) في عام 2013 مقابل 40 مليون جنيه إسترليني. نفذت، بدورها، نشاطها في مجال البيانات الرياضية في 2018 وباعتها إلى (Vista Equity Partners) في عام 2019، ودمجت مع (STATS LLC) لتشكيل (Stats Perform).

## العملاء
تُستخدم بيانات أوبتا في صناعة المراهنات، ووسائل الإعلام المطبوعة والإلكترونية، والرعاية، والبث، وتحليل الأداء الاحترافي. تشمل قائمة العملاء كل من سكاي سبورت وإي إس بي إن ونادي أرسنال، وأول بلاكس ومانشستر سيتي والدوري الأمريكي لكرة القدم والغارديان وبي بي سي سبورت وكاسترول.

## المكاتب
يقع المقر الرئيسي لشركة أوبتا في لندن، ولديها مكتب تابع للمملكة المتحدة في ليدز. توجد مكاتب إضافية في أوروبا في كل من ميونيخ وباسانو دل غرابا وميلانو وباريس ومدريد وأمستردام. افتتحت الشركة مكاتب في مدينة نيويورك وسيدني في عام 2011، تلاها فرع جديد في مونتيفيديو في عام 2012.